# Anortosite
L'anortosite è una roccia magmatica intrusiva composta quasi interamente (90% o più in volume) da feldspato plagioclasico. È una roccia che si ritrova frequentemente negli scudi precambrici sia sotto forma di corpi intrusivi stratificati che non stratiformi. È anche la roccia che costituisce il suolo delle alte terre lunari.

Le anortositi hanno una tessitura olocristallina faneritica, variabile da ipidiomorfica a xenomorfica. La grana è media o grossolana, il colore chiaro o quasi bianco, salvo per le varietà con plagioclasio più ricco in calcio, che assumono un colore più scuro.

## Etimologia
Il nome deriva dal greco ἀ- = alfa privativo, che nega ciò che segue, e ὀρθός = diritto, in quanto i cristalli anortitici che la compongono non seguono piani lineari di cristallizzazione.

## Composizione e varietà

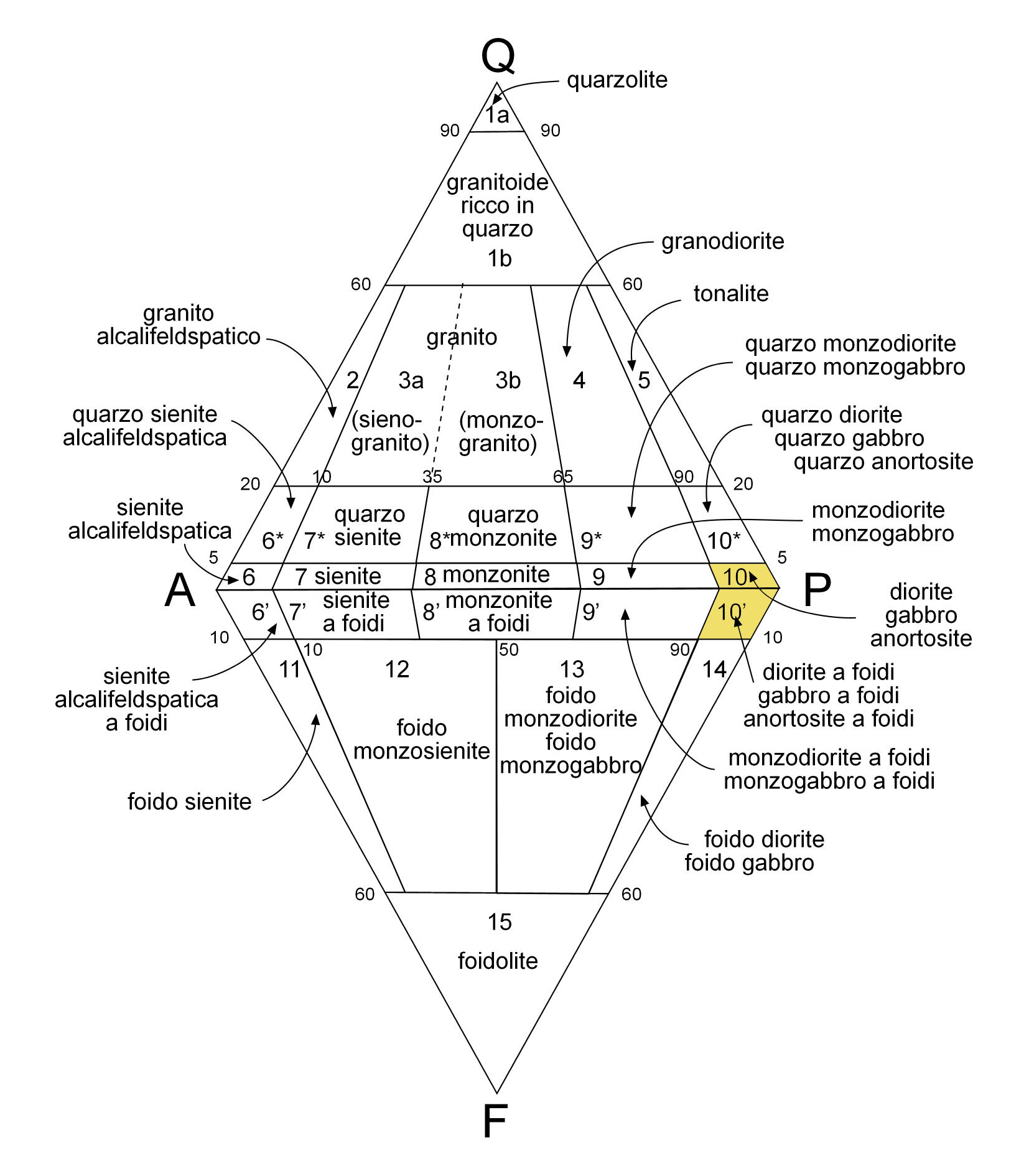
Posizione dell'anortosite nel doppio triangolo QAPF

L'anortosite è una roccia quasi monomineralogica, dominata dal plagioclasio, che può essere oligoclasio, andesina, labradorite o bitownite. Nelle rocce lunari invece prevale il componente più calcico: l'anortite. I minerali accessori comunemente presenti sono pirosseni (rombici e monoclini) e anfiboli. Il pirosseno si può trovare in cristalli isolati che includono i plagioclasi, con struttura pecilitica.

La labradoritite è una varietà di anortosite formata quasi esclusivamente da labradorite, che conferisce alla roccia un colore scuro e ai cristalli delle caratteristiche iridescenze bluastre.

## Composizione chimica e norma
|       | % in peso |
| ----- | --------- |
| SiO2  | 51,12     |
| TiO2  | 0,65      |
| Al2O3 | 26,29     |
| Fe2O3 | 0,98      |
| FeO   | 2,10      |
| MnO   | 0,05      |
| MgO   | 2,16      |
| CaO   | 12,69     |
| Na2O  | 3,20      |
| K2O   | 0,66      |
| P2O5  | 0,09      |

|            | % in peso |
| ---------- | --------- |
| Ortoclasio | 3,86      |
| Albite     | 23,16     |
| Anortite   | 49,71     |
| Nefelina   | 1,89      |
| Diopside   | 8,61      |
| Olivina    | 2,01      |
| Magnetite  | 1,40      |
| Ilmenite   | 1,22      |
| Apatite    | 0,21      |

## Giacitura
Le anortositi rappresentano il prodotto di differenziazione magmatica di grossi volumi di basalto tholeiitico. Costituiscono soprattutto grandi corpi intrusivi di dimensioni batolitiche, inclusi in complessi di rocce metamorfiche precambriche (scudo baltico, scudo canadese, ecc.); data la natura monomineralogica della roccia, molte ipotesi sono state formulate sull'origine di questi corpi intrusivi. 

## Origine e petrologia sperimentale
Non è possibile ammettere l'esistenza di un magma anortositico, perché la temperatura necessaria alla fusione di questo singolo minerale è assai elevata (1400 °C circa per l'anortite), molto superiore alle temperature esistenti nei livelli della crosta terrestre dove si sono intruse le anortositi; lave a composizione corrispondente a quella delle anortositi sono infatti tuttora sconosciute. Quindi le anortositi, come anche altre rocce ignee monomineralogiche, devono rappresentare dei concentrati di cristalli segregatisi da un magma originario a composizione corrispondente alla associazione di diversi minerali allo stato fuso e quindi con temperatura di fusione inferiore a quelle dei singoli minerali.
Studi petrologici sperimentali hanno mostrato che la presenza di vapore acqueo a forte pressione abbassa la temperatura di solidificazione (o di fusione) dell'eutettico anortite-diopside, e ne porta la composizione al settanta per cento di anortite e al trenta per cento di diopside.
Evidentemente, le anortositi non possono formarsi per cristallizzazione eutettica di un magma fuso a composizione anortitico-diopsidica; è necessario postulare una concentrazione preliminare di cristalli di plagioclasio, dovuta a fenomeni di differenziazione magmatica per gravità, assai comuni nelle intrusioni basiche e ultrabasiche.
Secondo questa ipotesi, in una camera magmatica riempita da un magma gabbrico vi sarebbe stata una separazione gravitativa tra i cristalli di pirosseni e olivina, più densi e in parte precedentemente formatisi, e i cristalli di plagioclasio, meno densi: questi ultimi si concentrerebbero nella parte superiore della camera magmatica, formando una sospensione in seno al magma ancora liquido.
Questa sospensione si intruderebbe nelle rocce sovrastanti, grazie a movimenti tettonici; ciò provocherebbe la tessitura protoclastica presente in molte anortositi, e consistente in granulazioni alla periferia dei cristalli di plagioclasio, intrusi allo stato solido con piccole quantità di fluido magmatico interstiziale che ha agito da lubrificante.
Dal magma interstiziale si sono poi separati plagioclasio calcico e pirosseno, il primo come accrescimenti periferici dei cristalli di plagioclasio o come cristalli di seconda generazione, il secondo come grandi plaghe cristalline a struttura pecilitica, cioè includenti i cristalli di plagioclasio.
Si può anche infine ammettere un'espulsione del liquido magmatico interstiziale tra i cristalli di plagioclasio, dovuta ad azioni tettoniche, che avrebbe prodotto rocce granitiche e sienitiche per solidificazione di questi residui fluidi differenziati.

## Litologia della Luna
I campioni di roccia raccolti sul suolo lunare durante le missioni Apollo hanno indicato che le aree di colore chiaro, visibili sulla superficie lunare nelle cosiddette "alte terre", sono composte da anortositi, che rappresentano finora le più antiche rocce lunari analizzate: circa 4,29 miliardi di anni di età..

## Marte
Nel 2024 è stata rilevata la probabile presenza di anortosite anche su Marte.